# Skáldskaparmál

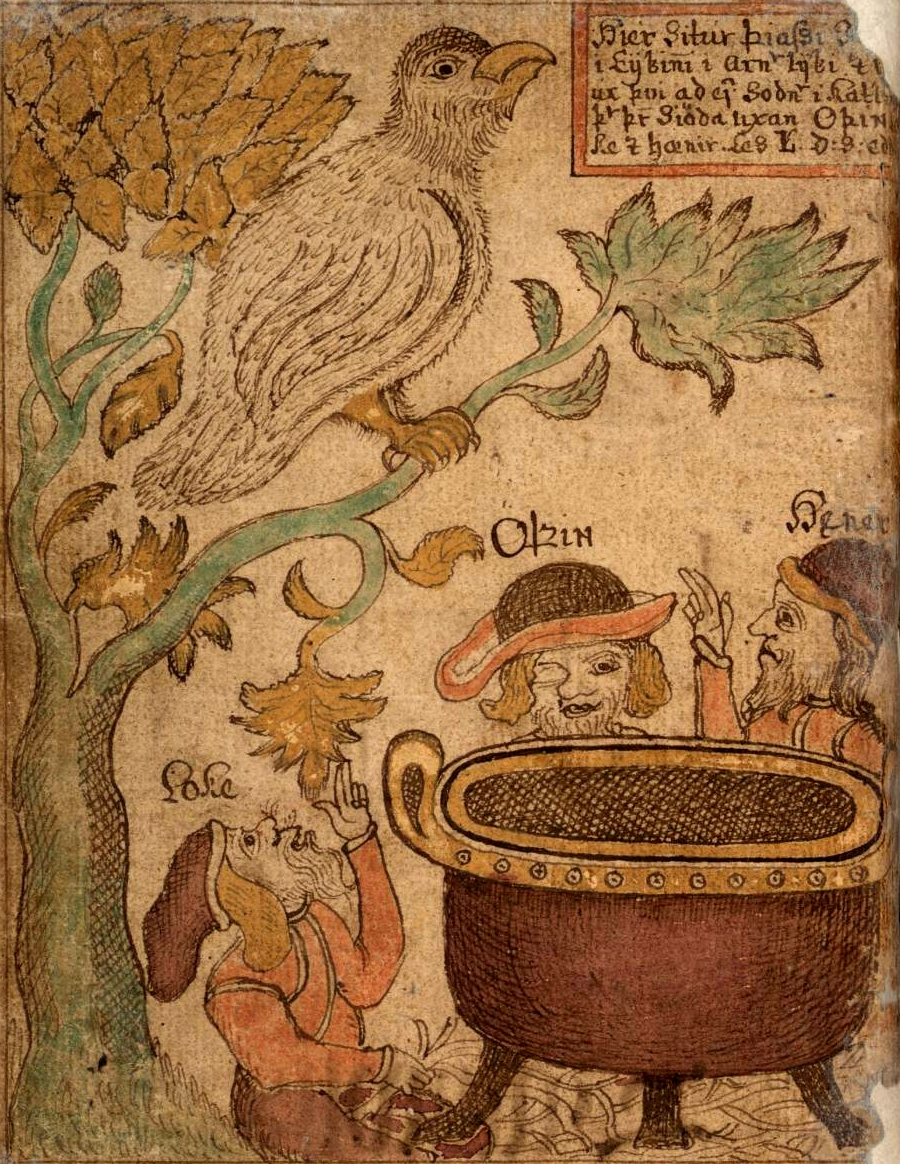
Eine Episode der Skáldskaparmál, Odin, Loki, Hoenir und Thjazi. Manuskript des Instituts Árni Magnússon, Island.

Die Skáldskaparmál, die Lehre von der Dichtersprache, ist der dritte Teil der Snorra-Edda, der unmittelbar an das mythologische Lehrgebäude der Gylfaginning anknüpft. In ihr ist eine der umfangreichsten Zitatensammlungen skaldischer Dichtkunst des 9. bis 12. Jahrhunderts versammelt; sie vereint vorchristliche mit synkretistischen und christlichen Motiven. Snorris Sammlung belegt die Regeln, Praxis und stilistischen Figuren skaldischer Dichtung bis in seine Zeit.
Die Skáldskaparmál ist hauptsächlich eine skaldische Stillehre. In einen poetologischen Dialog zwischen Bragi und Ägir präsentiert Snorri hunderte von Skaldenstrophen beziehungsweise Teile von Strophen, die das gesamte System der skaldischen Umschreibungstechnik vorstellt. In den Kapiteln 2 – 52 listet Snorri die Kenningar und Metaphern auf, die aus mindestens zwei Wörtern bestehen. Anschließend folgt die Aufzählung der Heiti, einer Liste von Synonymen.
Die Skáldskaparmál ist ein komprimiertes Lehrbuch, in dem Snorri Theorie und Praxis der Skaldendichtung darstellt, und die Regeln an Beispielen erläutert. Unterbrochen werden die Belehrungen des Autors immer wieder durch Prosateile; in dem Textteil Bragis Reden erläutert Snorri komplizierte Kenningar.
Die Skáldskaparmál überliefert nicht nur skaldische Strophen, sondern auch
- nordische Mythen beziehungsweise Mythenabbrevationen wie beispielsweise den Mythenrest von Aurvandill, den Mythos vom Skaldenmet, vom Raub der Idun, von Thors Kämpfen mit Riesen oder von Lokis Taten.
- germanische und nordische Heldensagen aus dem Kreis der Nibelungen, des Gotenkönigs Ermanarich sowie der dänischen Könige Frodi und Hrólfr Kraki.
- Begriffserklärungen.

Gemeinsam mit der Gylfaginning ist die Skáldskaparmál, neben der Lieder-Edda, eine bedeutende schriftliche Quelle der nordischen Mythologie. Wie die Gylfaginning darf auch die Skáldskaparmál nicht als eine authentische Wiedergabe vorchristlicher germanischer Überzeugungen aufgefasst werden. Die Snorra-Edda entstand in einem christlichen Island und Snorri selbst verfügte nicht nur über eine außerordentliche geistige Bildung: Er war außerdem ein christlicher, hochmittelalterlicher Gelehrter mit historischem Bewusstsein und, für seine Zeit, streng wissenschaftlichem Anspruch.